# Myxozyma lipomycoides
Myxozyma lipomycoides är en svampart som beskrevs av Van der Walt, Y. Yamada & Nakase 1987. Myxozyma lipomycoides ingår i släktet Myxozyma och familjen Lipomycetaceae.   Inga underarter finns listade i Catalogue of Life.